# 18343 Asja
18343 Asja è un asteroide della fascia principale. Scoperto nel 1989, presenta un'orbita caratterizzata da un semiasse maggiore pari a 2,4136771 au e da un'eccentricità di 0,1931471, inclinata di 3,52548° rispetto all'eclittica.